# Raizes do Brazil - Uma Cinebiografia de Sergio Buarque de Hollanda
Pour plus de détails, voir Fiche technique et Distribution.
Raizes do Brazil - Uma Cinebiografia de Sergio Buarque de Hollanda est un film brésilien réalisé par Nelson Pereira dos Santos, sorti en 2003.

## Synopsis
Ce documentaire est consacré à la vie et à l’œuvre de l'historien, critique littéraire et journaliste brésilien Sérgio Buarque de Holanda.

## Fiche technique
- Titre français : Raizes do Brazil - Uma Cinebiografia de Sergio Buarque de Hollanda
- Réalisation : Nelson Pereira dos Santos
- Pays d'origine : Brésil
- Format : Couleurs - 35 mm
- Genre : documentaire
- Durée : 150 minutes
- Date de sortie : 2003

## Distribution
- Sérgio Buarque de Holanda : lui-même